# Frankofonní hry

Logo her

Frankofonní hry (francouzsky Jeux de la Francofonie) je mezinárodní akce, na které pod záštitou Mezinárodní organizace frankofonie soutěží mladí lidé ve sportovních a uměleckých disciplínách. Konají se každé čtyři roky. Myšlenka her vznikla na summitu frankofonních zemí v Québecu v roce 1987 a první ročník se konal v Maroku o dva roky později. Účastní se zástupci členských a pozorovatelských zemí Mezinárodní organizace frankofonie, podmínkou je věk mezi 18 a 35 lety. Zatím posledních her v roce 2013 v Nice se zúčastnily tři tisíce osob, z toho 2500 soutěžících, z 54 zemí.

## Ročníky
| Poř. | Rok  | Pořadatel                              | Datum               |
| ---- | ---- | -------------------------------------- | ------------------- |
| 1.   | 1989 | Casablanca a Rabat, Maroko             | 8. — 22. července   |
| 2.   | 1994 | Paříž a Bondoufle, Francie             | 5. — 13. července   |
| 3.   | 1997 | Antananarivo, Madagaskar               | 27. srpna — 6. září |
| 4.   | 2001 | Ottawa a Gatineau, Kanada              | 14. — 24. července  |
| 5.   | 2005 | Niamey, Niger                          | 14. — 24. prosince  |
| 6.   | 2009 | Bejrút, Libanon                        | 27. září — 6. října |
| 7.   | 2013 | Nice, Francie                          | 6. — 15. září       |
| 8.   | 2017 | Abidjan, Pobřeží slonoviny             | 21. — 30. července  |
| 9.   | 2022 | Kinshasa, Demokratická republika Kongo | 19. — 28. srpna     |

## Sporty
- Lehká atletika: 1989, 1994, 1997, 2001, 2005, 2009, 2013
- Basketbal: 1989, 1994, 1997, 2001, 2005, 2009, 2013
- Box: 1997, 2001, 2005, 2009, 2013
- Cyklistika: 2013
- Fotbal: 1989, 1994, 1997, 2001, 2005, 2009, 2013
- Házená: 1994
- Judo: 1989, 1994, 1997, 2001, 2005, 2009, 2013
- Plážový volejbal: 2001, 2009
- Sport handicapovaných: 2001, 2009, 2013
- Stolní tenis: 1994, 2001, 2005, 2009, 2013
- Tenis: 1997
- Zápas: 1994, 2005, 2013
- Senegalský zápas: 2013

Na hrách se konají také umělecké soutěže v následujících disciplínách: tanec, žonglování, zpěv, vypravěčství, přednes poezie, malířství, sochařství a fotografování.

## Země
Na hry jsou zvány členské země Mezinárodní organizace Frankofonie. Nejsou to jen státy, v nichž je francouzština hlavním dorozumívacím jazykem, ale také státy, které mají s Francií historické, kulturní a politické vazby. Belgii reprezentuje Francouzské společenství Belgie. Z Kanady se účastní tři týmy: provincie Québec a Nový Brunšvik, kde je francouzština úředním jazykem, a výběr zbytku Kanady.

### Členské země
- Albánie
- Belgie
- Benin
- Bulharsko
- Burkina Faso
- Burundi
- Kambodža
- Kamerun
- Kanada
  - Nový Brunšvik
  - Québec
- Kapverdy
- Středoafrická republika
- Čad
- Komory
- Demokratická republika Kongo
- Republika Kongo
- Pobřeží slonoviny
- Džibutsko
- Dominika
- Egypt
- Rovníková Guinea
- Francie
- Gabon
- Řecko
- Guinea
- Guinea-Bissau
- Haiti
- Laos
- Libanon
- Lucembursko
- Severní Makedonie
- Madagaskar
- Mali
- Mauritánie
- Mauricius
- Moldavsko
- Monako
- Maroko
- Niger
- Rumunsko
- Rwanda
- Svatá Lucie
- Svatý Tomáš a Princův ostrov
- Senegal
- Seychely
- Švýcarsko
- Togo
- Tunisko
- Vanuatu
- Vietnam

### Přidružení členové
- Arménie
- Kypr
- Ghana

### Pozorovatelské země
- Rakousko
- Chorvatsko
- Česko
- Dominikánská republika
- Gruzie
- Maďarsko
- Litva
- Mexiko
- Mosambik
- Polsko
- Slovensko
- Slovinsko
- Srbsko
- Thajsko
- Ukrajina
- Uruguay

## Vítězové
Nejúspěšnější zemí historie je Francie se 177 zlatými, 140 stříbrnými a 116 bronzovými medailemi, následují Kanada a Maroko. Francouzi vyhráli také medailovou klasifikaci národů na všech hrách kromě roku 2001, kdy je předstihlo Rumunsko. Mezi držiteli zlatých medailí z Frankofonních her jsou například Derek Drouin, Anita Włodarczyková nebo Sofiane Milous.

## Česká účast
Česká republika se zúčastnila pouze her v roce 2001 v Kanadě. Její reprezentanti získali tři stříbrné (Pavla Rybová a Štěpán Janáček, atletika, Ladislav Kutil, box) a tři bronzové medaile (Jan Janků, atletika, Michaela Šoukalová a Jiří Šanda, judo).